# ВТЦ ССВ-17 (моторна једрилица)
ВТЦ ССВ-17 је двоседа моторна једрилица направљена 1972. године у ВТЦ-у (Ваздухопловни Технички Центар из Вршца) од стаклопластике, намењена обуци и тренажи спортских пилота и једриличара.

## Пројектовање и развој
Ову двоседу моторну једрилицу заједнички су развили ВТЦ из Југославије и Сигмунд Флугтехник (Sigmund Flugtechnik) из Западне Немачке, под пројектантским вођством Дипл-инг Алфреда Вогта (Alfred Vogt) и Дипл-инг Ивана Шоштарића. Прототип је извео први лет 24. јуна 1972. а пробни пилота је био наш чувени пилот и једриличар А.Станојевића. Сертификација је обављена у мају 1973. године, и једрилица је регистрована бројем YU-М6009. У току 1973 и 74. године извршена су сва техничка испитивања летелице на Техничком факултету у Београду и ВОЦ-у (Ваздухопловни опитни центар). Ово је била прва једрилица урађена од стаклопластике у нас.

### Технички опис
Једрилица ВТЦ ССВ-17 је нискокрилни моноплан која је одступала од устаљених изгледа једрилица тога доба, има пилотску кабину са два седишта која су постављена једно поред другог и једно помоћно. Поклопац кабине је направљен у облику куполе од плексигласа што омогућава пилотима лепу прегледност околине једрилице. Поклопац се отварао унапред а био је опремљен оковом за одбацивање поклопца у случају ванредне опасности. Конструкција трупа је полу монокок, елипсастог попречног пресека, изведена као сендвич конструкција од стаклених влакана. Једрилица има у једном свом делу челичну структуру за коју се везују крила, стајни трап и цев која носи вертикални стабилизатор на репном делу једрилице. Погонски мотор је Franklin 2A-120-A двоцилиндрични хоризонтални боксер мотор од 60 ks који покреће Хофманов (Hoffmann) пропелер са два крака. Стајни трап је класичан са три ослоне тачке. Главни точкови се налазе испод крила и делимично се могу увући у крила. Опремљени су амортизерима са опругама а трећи точак који се налази испод репа летелице се не увлачи у току лета а управљив је ("клавирски" точак).
Крила су такође направљена од стакло пластике а имају рамењачу направљену од легура лаких метала. Крила су трапезастог облика са правом нападном ивицом крила која је управна на осу једрилице. Опремљена су аеродинамичким кочницама типа Schempp-Hirth са обе површине крила (горње и доње) али немају закрилца.

## Карактеристике
Карактеристике наведене овде се односе на једрилицу ВТЦ ССВ-17 а према изворима
| Финеса          | 1 : 29 при брзини km/h |
| Перформансе     | - максимална брзина 250 km/h са мотором - минимална брзина 160 km/h са мотором - минимално пропадање 0,85m/s без мотора |
| Димензије       | - размах крила 17,00m - дужина 7,3m - висина 2,84m - површина крила 18,50m2 - аеропрофил крила - виткост 15,65 - макс. оптеречење крила; 36,12kg/m2                                                                               |
| Маса            | - сопствена 428 kg - носивост 240 kg - полетна 668 kg - водени баланс; нема |
| Остале величине | - Тип мотора Franklin 2A-120-A - снага мотора 60 KS - резервоар горива lit - долет 800 km - аутономија лета h - плафон лета m - дужина залета 250 m - дужина полетања (Н=15m) m - дужина слетања (Н=15m) m - дужина заустављања m |

## Оперативно коришћење
Октобра месеца 1974. године немачки кооперант Sigmund Flugtechnik је тражио да се једрилица пребаци на сајам у Kassel ради излагања. Једрилица је растављена и возом пребачена до аеродрома у Mosbachu где је поново састављена а пробни пилот А.Станојевић је са њом прелетео за Kassel.
По завршетку сајма пилот Станојевић је по веома лошем времену прелетео са једрилицом на аеродром код Mosbach-а. После пар дана немачки кооперант је хтео сам да лети на једрилици и догодила се несрећа, једрилица је уништена на срећу пилот је остао неповређен. Након тога прекинута је сарадња између ВТЦ-а и Sigmund Flugtechnik. ВТЦ и инж. Шоштарић су наставили да усавршавају други прототип на основу кога је касније направљена моторна једрилица Шоле 77 (моторна једрилица).

## Сачувани примерци
Није сачувана ова једрилица, јер је једини прототип уништен при паду једрилице.

## Земље које су користиле ову једрилицу
- Југославија